# Orthotomus
Orthotomus es un género de aves paseriformes en la familia Cisticolidae. Se distribuyen en los trópicos del Viejo Mundo, principalmente en Asia.

## Especies
El género contiene las siguientes especies:
- Orthotomus sutorius – sastrecillo común;
- Orthotomus atrogularis – sastrecillo cuellinegro;
- Orthotomus chaktomuk[3] – sastrecillo camboyano;
- Orthotomus castaneiceps – sastrecillo filipino;
- Orthotomus chloronotus – sastrecillo de Ogilvie-Grant;
- Orthotomus frontalis – sastrecillo frentirrufo;
- Orthotomus derbianus – sastrecillo de Luzón;
- Orthotomus sericeus – sastrecillo colirrufo;
- Orthotomus ruficeps – sastrecillo ceniciento;
- Orthotomus sepium – sastrecillo dorsiverde;
- Orthotomus cinereiceps – sastrecillo orejiblanco;
- Orthotomus nigriceps – sastrecillo cabecinegro;
- Orthotomus samarensis – sastrecillo de Samar.

Dos especies anteriormente integrantes del género fueron trasladadas a Cettiidae:
- Phyllergates cucullatus – sastrecillo montano.
- Phyllergates heterolaemus – sastrecillo encapuchado.